# Thor Heyerdahl
Pour les articles homonymes, voir Thor (homonymie) et Heyerdahl.
Thor Heyerdahl, né le 6 octobre 1914 à Larvik en Norvège et mort le 18 avril 2002 à Andora en Italie, est un archéologue et navigateur norvégien, devenu internationalement célèbre en 1947 à la suite de l'expédition du Kon-Tiki, tentative de rallier les îles polynésiennes sur un radeau partant des côtes d'Amérique du Sud afin d'expliquer le peuplement de l'Océanie. Il a démontré par l'exemple qu'il était possible de naviguer en haute mer avec des embarcations en balsa, en papyrus et en roseaux.

## Biographie

### Jeunesse et formation

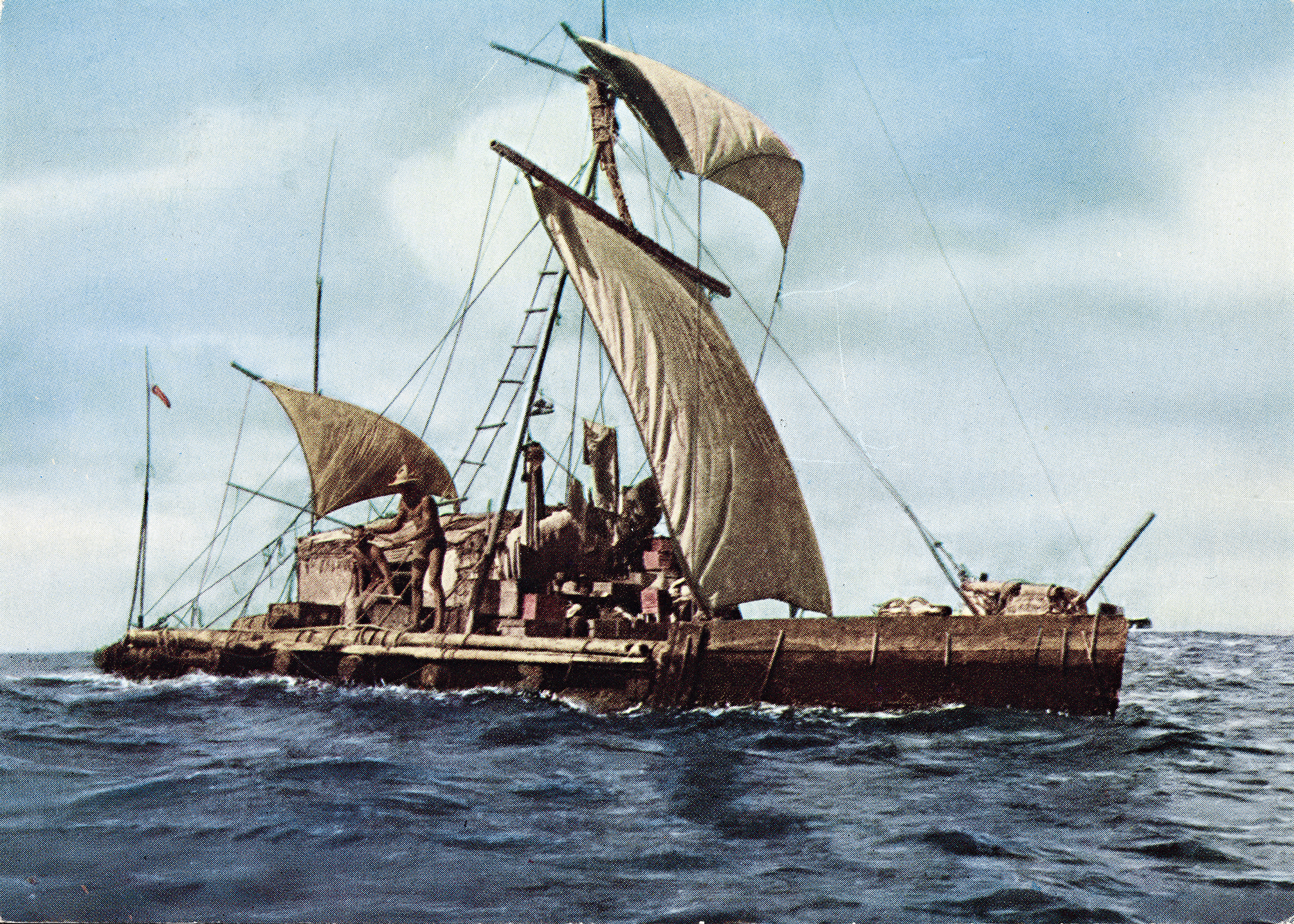
Le Kon-Tiki.

Thor Heyerdahl naît en 1914 dans la petite ville norvégienne de Larvik. Il s'intéresse très tôt à la zoologie, puis à l'ethnographie.
En 1937, il entreprend avec son épouse Liv Torp-Heyerdahl (1916–1969) un voyage d'exploration zoologique aux îles Marquises. Impressionné par les sculptures monumentales qui s'y trouvent, il refuse de croire qu'elles sont l'œuvre de Polynésiens,. Il commence alors à se passionner pour l'étude du peuplement ancien des îles polynésiennes. À l'encontre de la théorie admise jusqu'alors d'un peuplement venant de l'Asie du Sud-Est, en se fondant notamment sur des mythes populaires très proches en Polynésie et en Amérique latine, il émet l'hypothèse d'une expansion dans l'océan Pacifique à partir de l'Amérique.
Sa théorie, qui sera publiée en détail en 1952 dans Indiens d'Amérique dans le Pacifique : La théorie derrière l'expédition Kon-Tiki affirme que les principales civilisations d'Amérique précolombienne puis de Polynésie ont été fondées par des « hommes blancs barbus », adorateurs du Soleil, descendants de colons ayant traversé l'Atlantique. L'un d'eux, identifié au dieu inca Viracocha (également appelé « Kon-Tiki ») a fondé les premières civilisations de Polynésie après avoir été chassé de Tiwanaku vers 500 apr. J.-C. avec ses hommes. Ces premiers polynésiens auraient ensuite été vaincus ou assimilés par une deuxième vague de migrants « Maori-Polynésiens » eux aussi venus d'Amérique d'après Heyerdahl, mais originaires d'Asie via le détroit de Béring et de langue austronésienne.

### L'expédition du Kon-Tiki
Cette nouvelle théorie est accueillie fraîchement ; il décide donc de l'étayer en essayant de reproduire, dans les conditions de l'époque, le voyage d'Amérindiens à la dérive à travers le Pacifique. En 1947, il part de Callao au Pérou avec cinq équipiers sur un radeau de troncs de balsa, baptisé Kon-Tiki ; au bout de trois mois, il atteint les îles Tuamotu : lui et ses compagnons échouent sur l'atoll Raroia.
Le livre qu'il écrit, L'Expédition du Kon-Tiki, connaît un succès international. Il poursuit ses recherches en organisant en 1953 une campagne de fouilles sur les îles Galápagos, où il découvre des vestiges d'origine inca, ce qui, d'après lui, confirme sa théorie. Trois ans plus tard, il dirige une équipe de 23 chercheurs principalement norvégiens qui réalisent d'importantes fouilles archéologiques sur l'île de Pâques ; il trouve là encore des indices qui le confortent[réf. nécessaire] dans sa théorie, mais les milieux scientifiques restent généralement sceptiques sur la validité des conclusions de Thor Heyerdahl :
- d'une part les découvertes faites ne concernent que deux des îles les plus proches du continent américain ;
- les découvertes faites avant et après l'expédition du Kon-Tiki contredisant l'hypothèse de Thor Heyerdahl sont bien plus nombreuses, en particulier l'étude archéologique des poteries Lapita, et établissent la chronologie du peuplement des îles de l'océan Pacifique à partir de l'Asie[5] ;
- le développement des études génétiques semble corroborer l'hypothèse du peuplement de la Polynésie à partir de l'Asie[6].
- les auteurs récents remarquent le racisme qui sous-tend la théorie de Heyerdahl, dans laquelle les Austronésiens sont culturellement inférieurs en tout point à leurs prédécesseurs blancs[1].

### Des Égyptiens en Amérique?

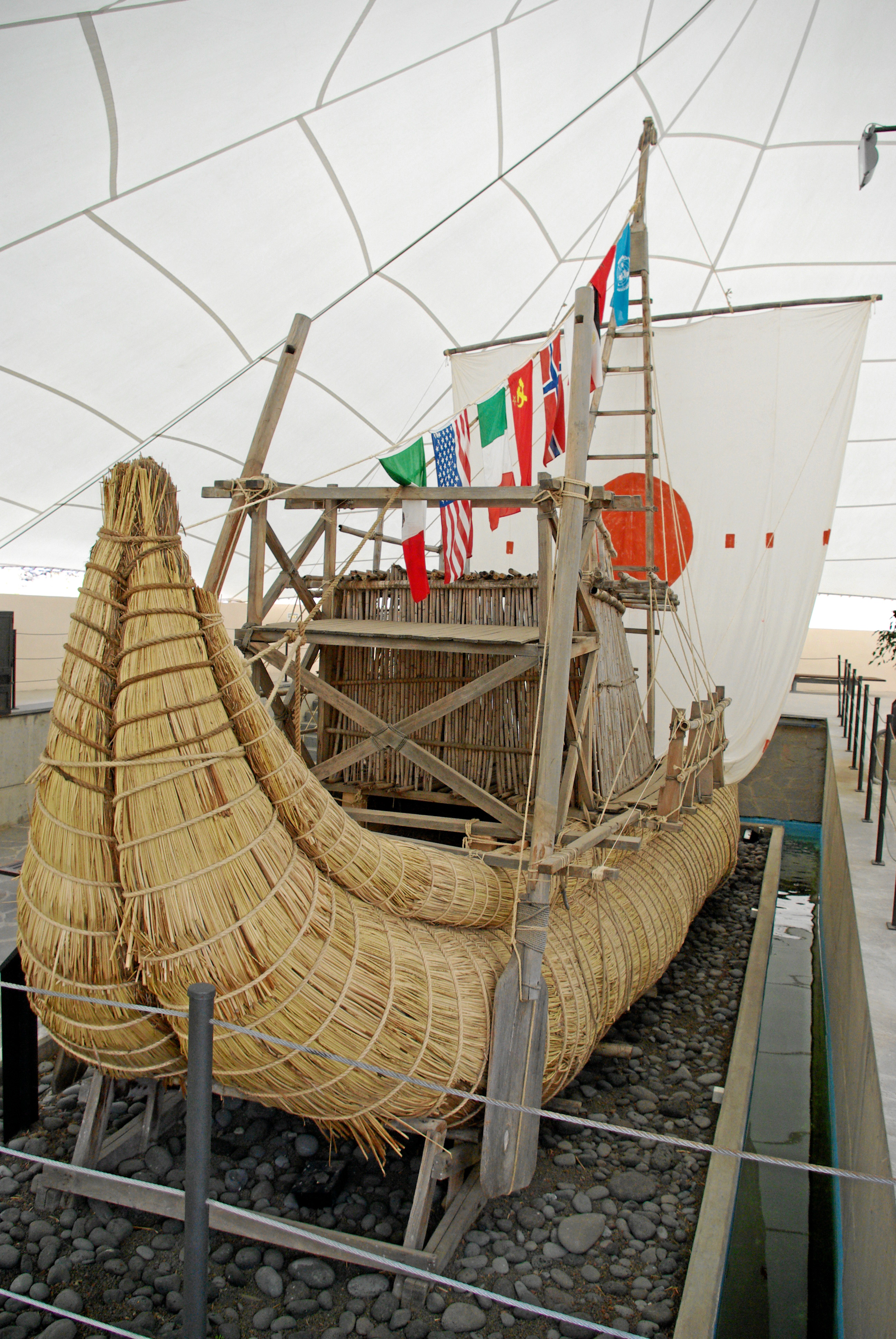
Ra II au musée du Kon-Tiki à Oslo.

En 1969, il tente d'appliquer sa méthode de démonstration par l'exemple en utilisant cette fois des bateaux en papyrus des anciens Égyptiens qu'il pense aptes à traverser l'océan Atlantique. Une première expérience à bord du Râ échoue après 5 000 km en mer, mais l'année suivante le bateau de papyrus Râ II, parti du Maroc et poussé par les courants marins, atteint la Barbade, démontrant que les anciens Égyptiens, s'ils étaient partis du Maroc (à plus de 3 500 km de l'Égypte), auraient pu influencer les civilisations pré-colombiennes. À noter cependant qu'on n'a pas trouvé de traces d'un passage des anciens Égyptiens à l'ouest de l'Égypte.

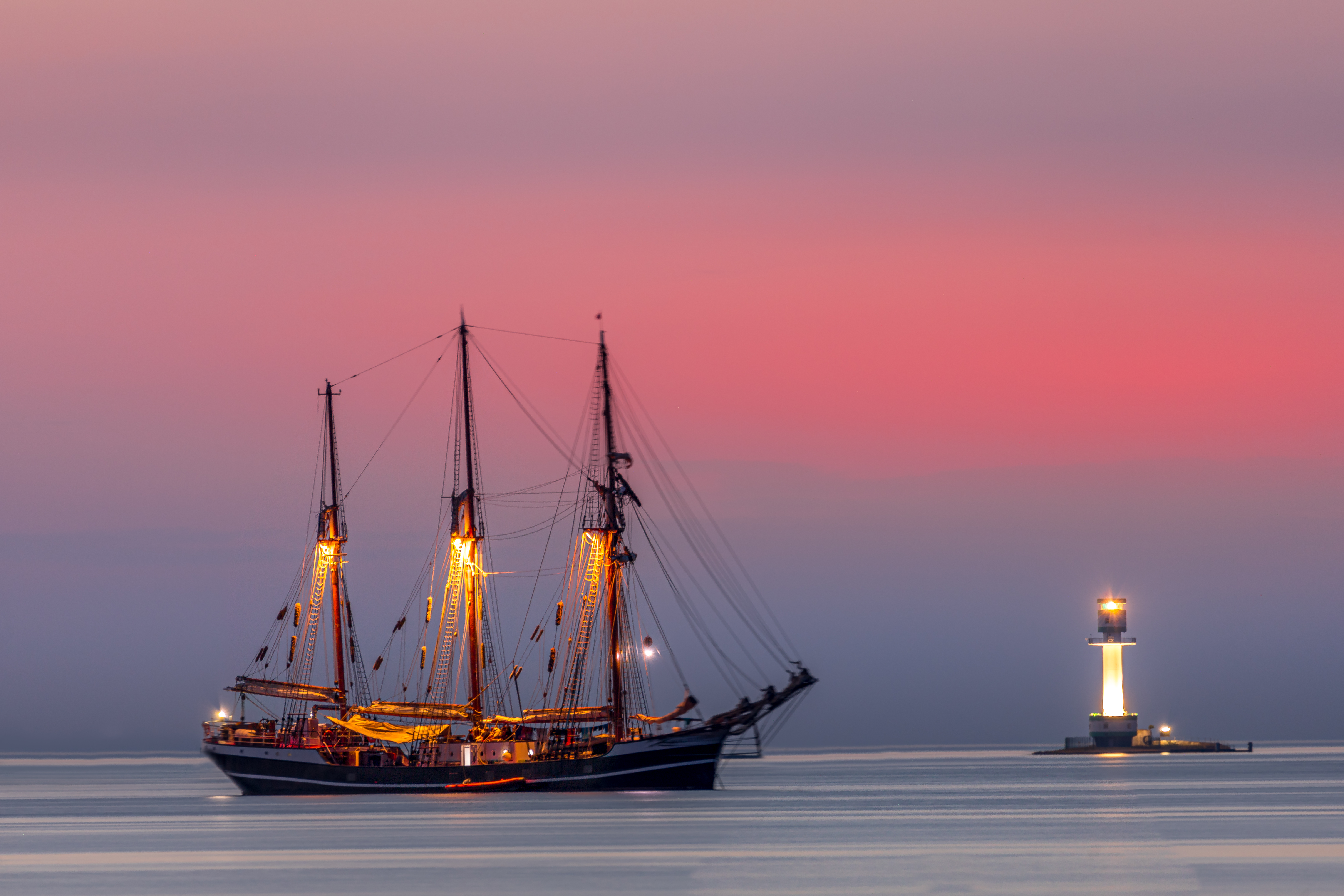
Le Thor Heyerdahl, bateau nommé en l'honneur de Thor Heyerdahl, dans le fœrde de Kiel.

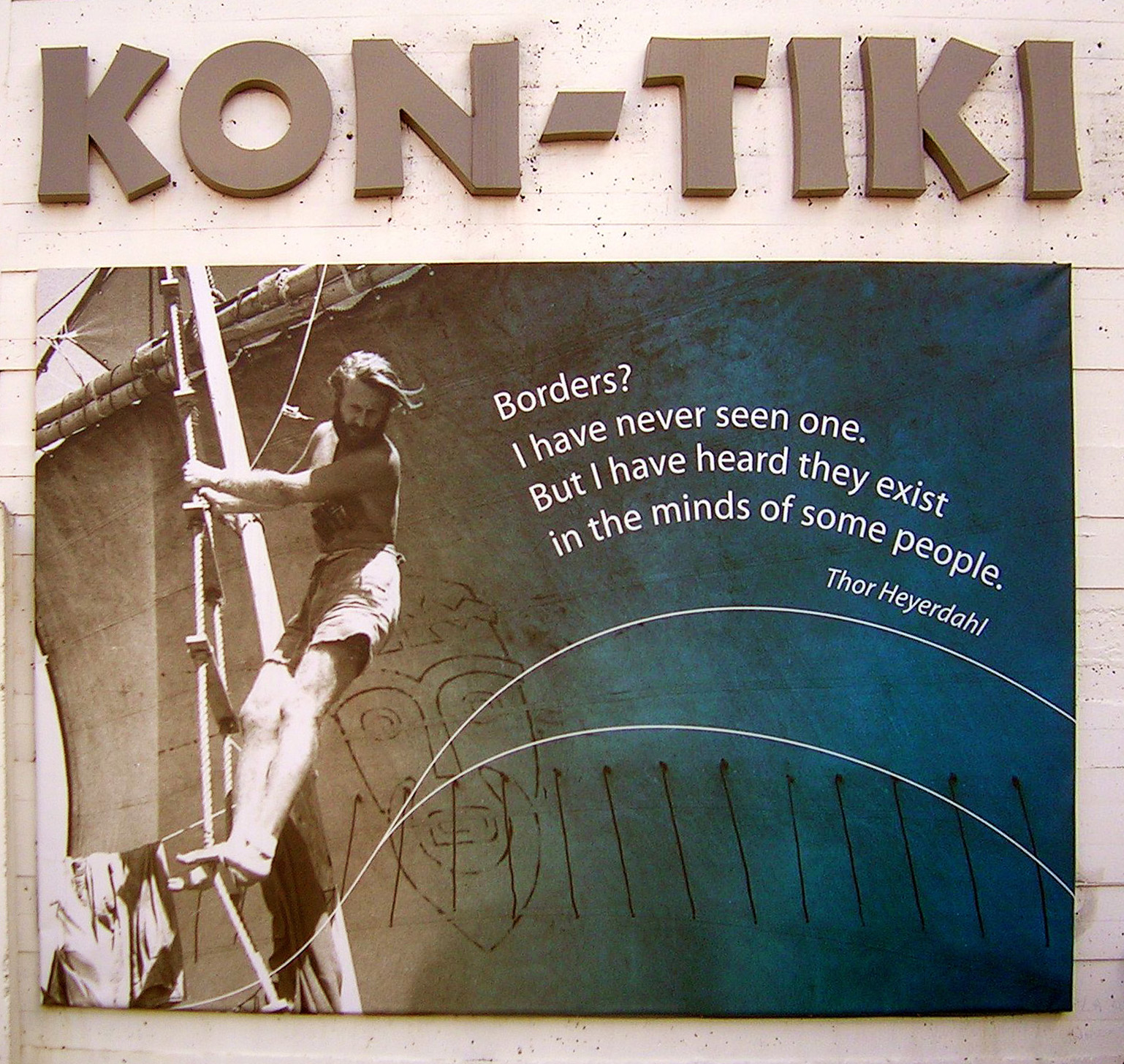
Borders? I have never seen one. But I have heard they exist in the minds of some people.
Citation de Thor Heyerdahl affichée à l'extérieur du musée du Kon-Tiki à Oslo.
Traduction : Des frontières ? Je n’en ai jamais vu aucune. Mais j’ai entendu dire qu’elles existent dans l’esprit de certaines personnes !

### Dernières explorations
En 1977 — il a alors 63 ans —, il entreprend avec un bateau de roseaux, le Tigris, d'étudier les routes commerciales maritimes et les échanges culturels dès l'an 3000 av. J.-C. entre Sumer, en Mésopotamie, et d'autres civilisations du Moyen-Orient, d'Afrique du Nord-Est et du Pakistan, avec la civilisation de la vallée de l'Indus.
Enfin il se consacre à des recherches archéologiques aux Maldives, aux îles Canaries, et à Túcume au Pérou, où vingt-cinq pyramides sont exhumées. En ce qui concerne les Maldives, selon lui[réf. nécessaire], des populations de Lothal, dans la vallée de l'Indus, seraient venues sur ces îles et y auraient construit des pyramides à degrés. Puis leurs descendants seraient allés d'un côté en Égypte, comme en témoignerait la pyramide de Saqqarah, de l'autre vers le Mexique.
Sans avoir arrêté son activité, il meurt à 87 ans à Colla Micheri, hameau de la commune italienne d'Andora.
Il a publié de nombreux ouvrages de vulgarisation et d'aventure traduits dans de nombreuses langues qui lui ont assuré une renommée internationale.

## Distinctions
- Grand-croix de l'ordre de Saint-Olaf (Norvège)
- Grand officier de l'ordre du Mérite de la République italienne (Italie)
- Ordre de l'Arche d'or (Pays-Bas)
- Prix de l'Aventure sportive 1970 (décerné par l'Académie des sports)
- (2473) Heyerdahl, astéroïde.

## Œuvres
- (no) Pa Jakt Efter Paradiset, Gyldendal, Oslo, 1938
- L'Expédition du Kon-Tiki [« Kon-Tiki Ekspedisjonen »] (trad. du norvégien par Marguerite Gay et Gerd de Mautort), Paris, Albin Michel, 1951 — réédité en 2002 par Phébus  (ISBN 2-85940-850-9)
- (en) American Indians in the Pacific, The Theory behind the Kon-Tiki Expedition, éd. George Allen & Unwin, Londres, 1952
- (en) Objects and Results of the Kon-Tiki Expedition, Proceedings of the 30th International, Congress of Americanists, p. 76-81, Cambridge, 1952
- Expéditions Râ, Paris, Presses de la Cité, 1970 — réédité en 2023 chez Libretto  (ISBN 978-2-36914-836-4)
- Aku-Aku, Le secret de l'île de Pâques [« Aku-Aku - Påskeøyas hemmelighet »] (trad. du norvégien par Marguerite Gay et Gerd Mautort), Albin Michel, 1970 (1re éd. 1958) (ISBN 2-7529-0088-0)
- Fatu Hiva, le retour à la nature [« Fatu-Hiva - Back to Nature »] (trad. de l'anglais par Aliette Henri Martin), Papeete, Les éditions du Pacifique, 1976 (ISBN 2-85700-061-8) — réédition et adaptation du premier ouvrage écrit en 1938 en langue norvégienne Pa Jakt Efter Paradiset (à la recherche du Paradis)
- Tigris : à la recherche de nos origines, Albin Michel, 1979 (ISBN 2-226-00881-0)
- Île de Pâques, l'énigme dévoilée, Albin Michel, 1979 (ISBN 2-226-03529-X)
- Le Mystère des Maldives, Albin Michel, 1979 (ISBN 2-226-02936-2)